# Het eenzame huis
Het eenzame huis is een nagelhuis in Rotterdam. Het bevindt zich in de Bloklandstraat in de wijk Rotterdam-Noord. Na de sloop van de straat bleef het huis alleen over en stond los op de bouwplaats, vandaar de naam 'Het eenzame huis.'

## Achtergrond
In 2013 kwam het nieuws dat de woningcorporatie Woonstad een nieuwbouwproject in de straat wilde realiseren. De huidige bebouwing van rijtjeshuizen zou gesloopt worden. De onderhandelingen over uitkoop liepen vast omdat de familie Euwe, die het pand sinds 1903 in bezit heeft, niet akkoord ging met de uitkoopsom. Uiteindelijk besloot Woonstad de bouw door te zetten, maar dan rondom nummer 108. Dit huis bleef dus als enige staan. Het bijzondere beeld trok de aandacht van de media en daarmee van mensen door heel het land, die steunbetuigingen naar de familie stuurden.
In 2020 werd het nieuwbouwproject opgeleverd.
Miniworld Rotterdam bouwde het tafereel na in hun tentoonstelling, vanwege het belang voor het verhaal van stadsvernieuwing in Rotterdam.